# Karel Heřmánek

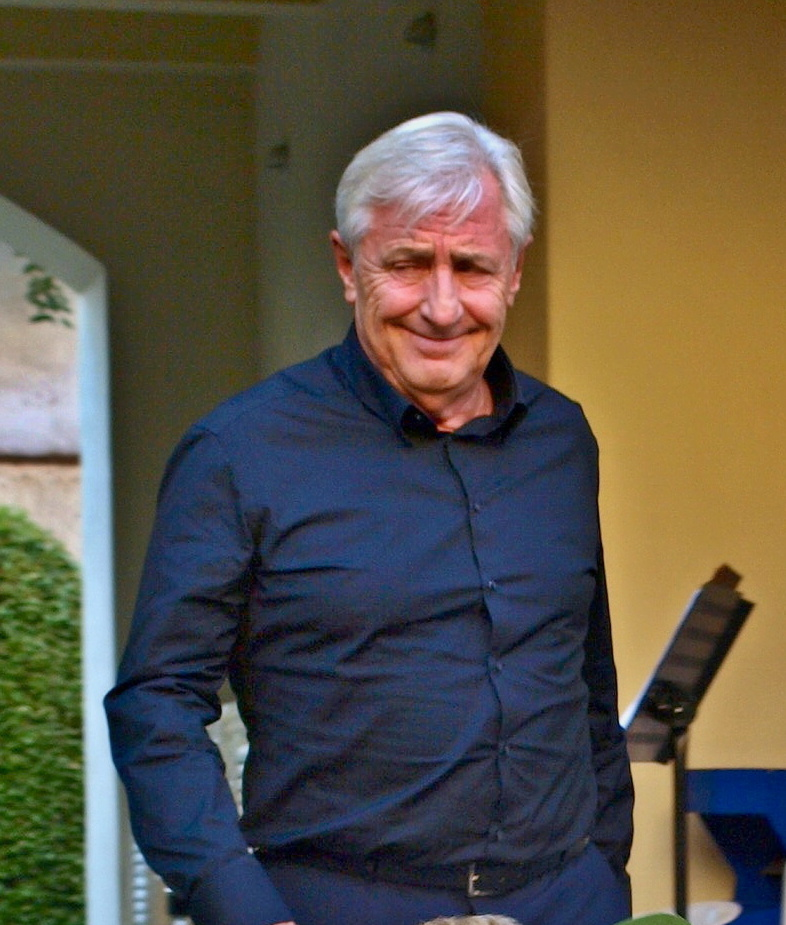
Karel Heřmánek (2015)

Karel Heřmánek (* 17. Oktober 1947 in Prag, Tschechoslowakei; † 24. August 2024 in Příbram, Tschechien) war ein tschechischer Schauspieler, Synchronsprecher, Theaterregisseur und Theaterbetreiber.

## Leben
Heřmánek wollte zunächst Architektur und dann Regie an der FAMU in Prag studieren, wo er aber nicht angenommen wurde. So begann er eine schauspielerische Ausbildung an der Janáček-Akademie für Musik und Darstellende Kunst (JAMU) in Brünn. Im Anschluss trat er 1972 eine Spielzeit im Brünner Avantgardetheater Divadlo Husa na provázku auf und wechselte dann ins neugegründete Činoherní studio in Ústí nad Labem. Später spielte er auch auf den Theaterbühnen seiner Heimatstadt Prag.
Parallel folgten erste Auftritte in tschechischen Film- und Fernseh-Produktionen. Seinen Durchbruch hatte er 1985 in der Rolle des Luzifer in Hynek Bočans Märchenfilm Mit dem Teufel ist nicht gut spaßen. Im gleichen Jahr war er in der Hauptrolle des Hubert Hrabe in der Komödie Der fesche Hubert zu sehen. 1987 trat Heřmánek in Jaroslav Soukups Boxfilm Fäuste im Dunkeln auf. 1989 besetzte Joseph Vilsmaier Heřmánek in seinem Heimatfilm Herbstmilch als Vater Traunspurger. 1993 war Heřmánek erneut unter Vilsmaiers Regie im Anti-Kriegsfilm Stalingrad als Hauptmann Musk zu sehen.
1990 gründete Heřmánek in Prag das Theater Bez zábradlí, das er als Direktor leitete und in dessen zahlreichen Inszenierungen er die Regie oder schauspielerische Rollen übernahm. 1998 zog das Theater in den Adria-Palast.
Neben der Schauspielerei war Heřmánek auch als Synchronsprecher aktiv. So sprach er unter anderem die Rolle des Gill in der tschechischen Version des Animationsfilms Findet Nemo.
Aus seiner geschiedenen ersten Ehe gingen zwei Töchter hervor. Seine zweite Ehefrau, die Moderatorin und Theatermanagerin Hana Heřmánková (geborene Vávrová), lernte Heřmánek Mitte der 1980er Jahre kennen. Aus der Beziehung gingen drei Söhne hervor, darunter der ebenfalls schauspielerisch tätige Karel Heřmánek junior. Heřmáneks Schwägerin war die Schauspielerin und Regisseurin Dana Vávrová, die bis zu ihrem Tod 2009 mit Joseph Vilsmaier verheiratet war.
Nach schwerer Erkrankung beging Heřmánek am 24. August 2024 auf einem Schießstand im tschechischen Příbram Suizid.

## Filmografie (Auswahl)
- 1972: Uprostřed babího léta ve stepi zahoukal vlak (Fernsehfilm)
- 1976: Die Entscheidung des Ingenieurs Turna (Hřiště)
- 1977: Der Mädchenkrieg
- 1977: Náš dědek Josef
- 1978: Taugenichts
- 1978: Smyk na mrkvi (Fernsehfilm)
- 1979: Mladý muž a bílá velryba
- 1979: Kam nikdo nesmí
- 1979: Per Anhalter in den Tod (Smrt stopařek)
- 1979: Žena pro tři muže
- 1980: Flucht nach Hause (Útěky domů)
- 1981: Rübezahl und die Skiläufer (Krakonoš a lyzníci)
- 1981: Nevěra po slovensky
- 1981: Sluníčko na houpačce (Fernsehfilm)
- 1981: Schlangengift (Hadí jed)
- 1981: Mezičas (Fernsehfilm)
- 1981: Evžen mezi námi
- 1981: Chudák muzika (Fernsehfilm)
- 1982: Das Schäfchenzählen (Počítání oveček, Fernsehfilm)
- 1982: Simona (Fernsehfilm)
- 1982: Šéfe, to je věc! (Fernsehfilm)
- 1983: SpoleČnost s ruČením omezeným (Fernsehfilm)
- 1983: Die Schieber
- 1983: Irrsinniger Cancan (Šílený kankan)
- 1983: Straka v hrsti
- 1983: Psí kůže (Fernsehfilm)
- 1983: Brakýři (Miniserie, 2 Episoden)
- 1984: Domeček plný koleček (Fernsehfilm)
- 1984: Ein Engel mit dem Teufel im Leib (Anděl s dáblem v těle)
- 1984: Sanitka (Fernsehserie, 4 Episoden)
- 1984: Šéfe, vrat se! (Fernsehfilm)
- 1984: Šéfe, jdeme na to! (Fernsehfilm)
- 1984: Dům U tří vlaštoviček (Fernsehfilm)
- 1985: Der fesche Hubert (Fešák Hubert)
- 1985: Training mit kleiner Nachtmusik (Všichni musí být v pyžamu)
- 1985: Herrenbummel (Pánská jízda, Fernsehfilm)
- 1985: Mit dem Teufel ist nicht gut spaßen (S čerty nejsou žerty)
- 1985: Druhý tah pěščem
- 1985: Žáku Kasíku, nežeń se! (Fernsehfilm)
- 1985: Nebožtík si nepřál květy (Fernsehfilm)
- 1985: Dialogy pro klarinet, cimbál a bicí (Fernsehfilm)
- 1986: Streichle der Katze die Ohren (Pohlad kočce uši)
- 1986: Alles oder nichts (Všechno nebo nic)
- 1986: Gutes Licht (Dobré světlo)
- 1986: Zlá krev (Miniserie, 2 Episoden)
- 1986: Výsledek testu (Fernsehfilm)
- 1986: Velká filmová loupež
- 1987: Fäuste im Dunkeln (Pěsti ve tmě)
- 1987: Mit lachendem Auge (Smích se lepí na paty)
- 1987: Der Tod der schönen Rehe (Smrt krásných srnců)
- 1988: Wohin, meine Herren? (Kam, pánové, kam jdete?)
- 1988: Anděl svádí dábla
- 1988: O kouzelnici Klotýnce (Fernsehfilm)
- 1988: Na dvore je kůń, šéfe! (Fernsehfilm)
- 1988: Lékaři (Fernsehfilm)
- 1989: Herbstmilch
- 1989: Geschlossener Kreis (Uzavřený okruh)
- 1989: V tomhle zámku straší, šéfe! (Fernsehfilm)
- 1989: Útěk ze seriálu (Fernsehfilm)
- 1990: Zvonokosy (Fernsehfilm)
- 1990: O Radkovi a Mileně (Fernsehfilm)
- 1990: Dornröschen (Šípková Růženka)
- 1991: Der vergeßliche Hexenmeister (O zapomnětlivém černokněžníkovi)
- 1991: Dno (Fernsehfilm)
- 1991: Co ted a co potom? (Fernsehserie, 4 Episoden)
- 1993: Stalingrad
- 1993: Zámek v Čechách (Fernsehfilm)
- 1994: Díky za každé nové ráno
- 1994: Divadelní román (Fernsehfilm)
- 1994: Die Tierklinik am Rande der Stadt (O zvířatech a lidech, Fernsehserie, 9 Episoden)
- 1996: Malostranské humoresky
- 1996: Kolya (Kolja)
- 1996: Bohatství slečny Kronkiové (Fernsehfilm)
- 1997: Bumerang
- 2000: Der Bär ist los!
- 2001: Otec neznámý (Fernsehfilm)
- 2004: Černí baroni (Fernsehserie, 10 Episoden)
- 2005: Geschichten des alltäglichen Wahnsinns (Příběhy obyčejného šílenství)
- 2012–2013: Gympl s (r)učením omezeným (Fernsehserie, 66 Episoden)
- 2012: O pokladech (Fernsehfilm)
- 2013: Revival
- 2013: Gympl s ručenim omezeným (Fernsehfilm)
- 2014: Dědictví aneb Kurvaseneříká
- 2019: Případ dvou manželek (Fernsehfilm)
- 2021: Bozena (Miniserie, 1 Episode)
- 2023: King’s Land (Bastarden)
- 2024: Mozaika (Fernsehserie, 4 Episoden)